# Hemerobius elongatus
Hemerobius elongatus är en insektsart som beskrevs av Monserrat 1990. Hemerobius elongatus ingår i släktet Hemerobius och familjen florsländor. Inga underarter finns listade i Catalogue of Life.